# Триантис, Нектариос
Нектариос Триантис (англ. Nectarios Triantis; род. 11 мая 2003, Австралия) — австралийский футболист греческого происхождения, защитник клуба «Хиберниан».

## Клубная карьера
Триантис — воспитанник клубов «Кантербри Джуниор», «Сидней Олимпик», ФНСВ и «Сидней». В 2021 году игрок подписал контракт с «Вестерн Сидней Уондерерс». 23 февраля 2022 года в матче против «Ньюкасл Юнайтед Джетс» он дебютировал в A-Лиге. Летом того же года Триантис перешёл в «Сентрал Кост Маринерс», подписав контракт на 3 года. 23 октября в матче против «Перт Глори» он дебютировал за новый клуб.
Летом 2023 года Нектариос перешёл в английский «Сандерленд», подписав контракт на четыре года. 11 ноября в матче против «Бирмингем Сити» он дебютировал в Чемпионшипе.
В начале 2024 года Триантис был арендован шотландским «Хиберниан». 3 февраля в матче против «Сент-Миррена» он дебютировал шотландской Премьер-лиге.

## Международная карьера
В 2023 году в составе молодёжной сборной Австралии Триантис принял участие в молодёжном Кубке Азии в Узбекистане. На турнире он сыграл в матчах против команд Вьетнама, Ирана, Катара и Узбекистана.